# Hibiscadelphus distans
Hibiscadelphus distans är en malvaväxtart som beskrevs av L.E. Bishop och Herbst. Hibiscadelphus distans ingår i släktet Hibiscadelphus och familjen malvaväxter. IUCN kategoriserar arten globalt som akut hotad. Inga underarter finns listade i Catalogue of Life.

## Bildgalleri

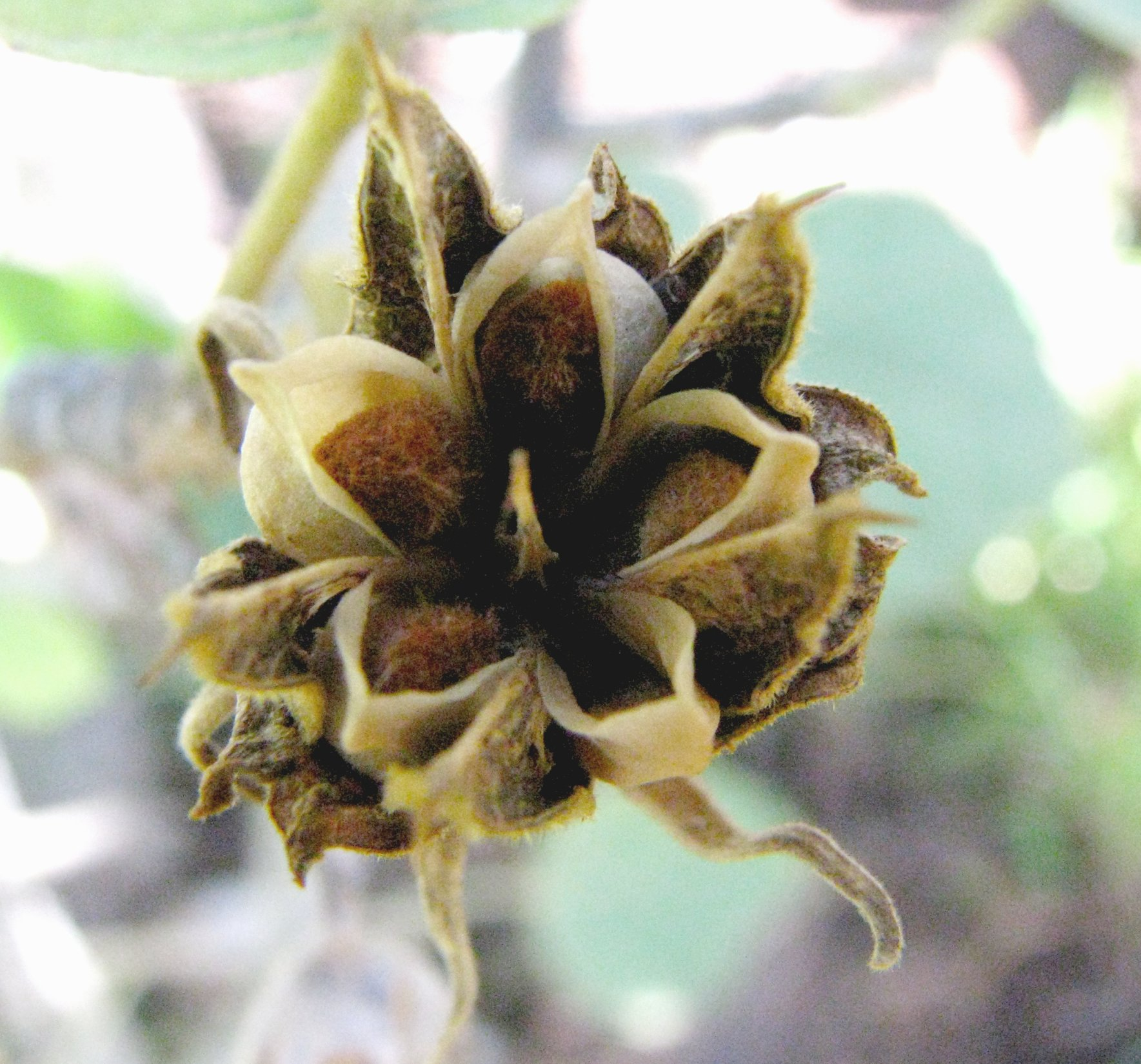
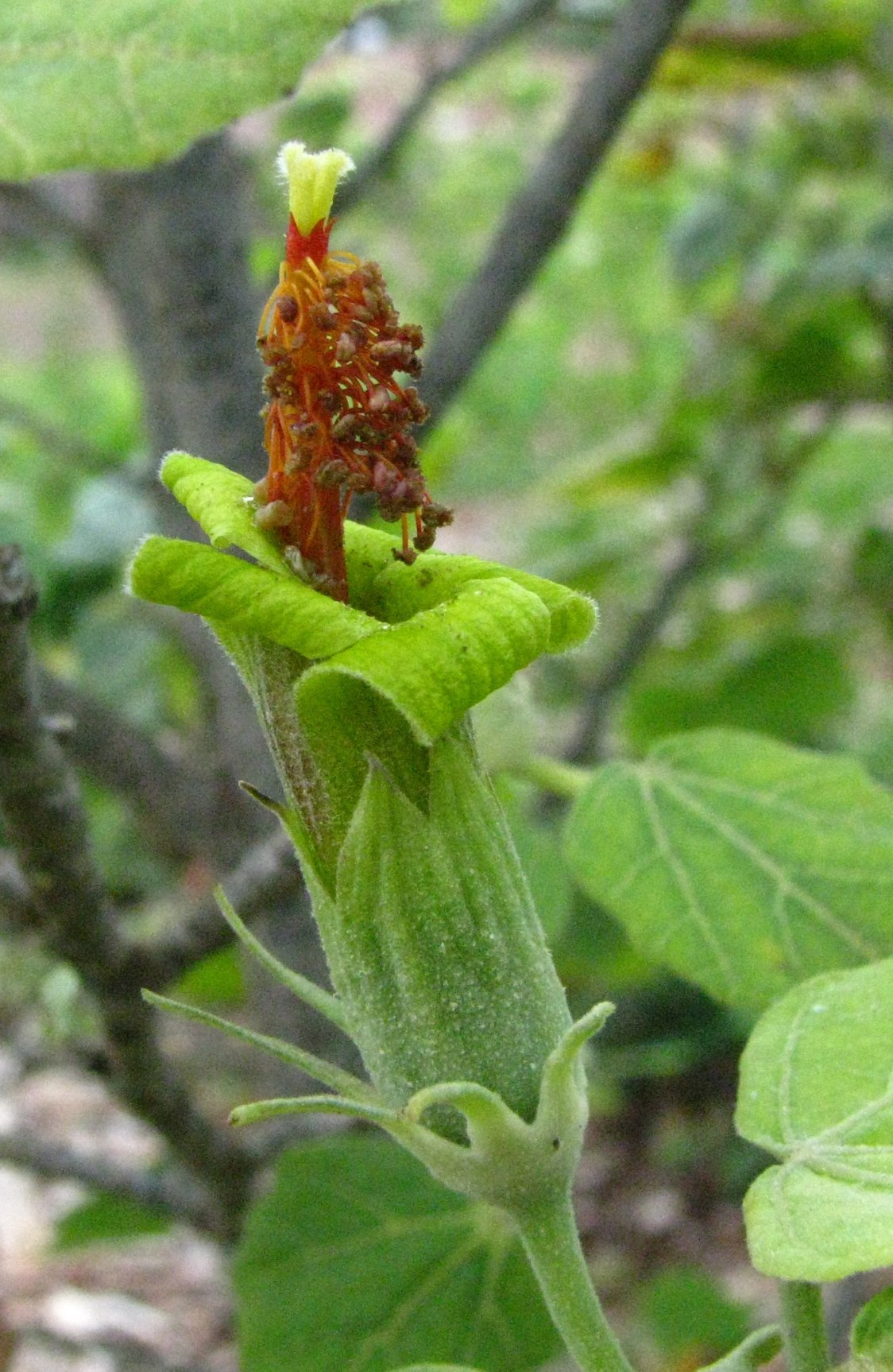
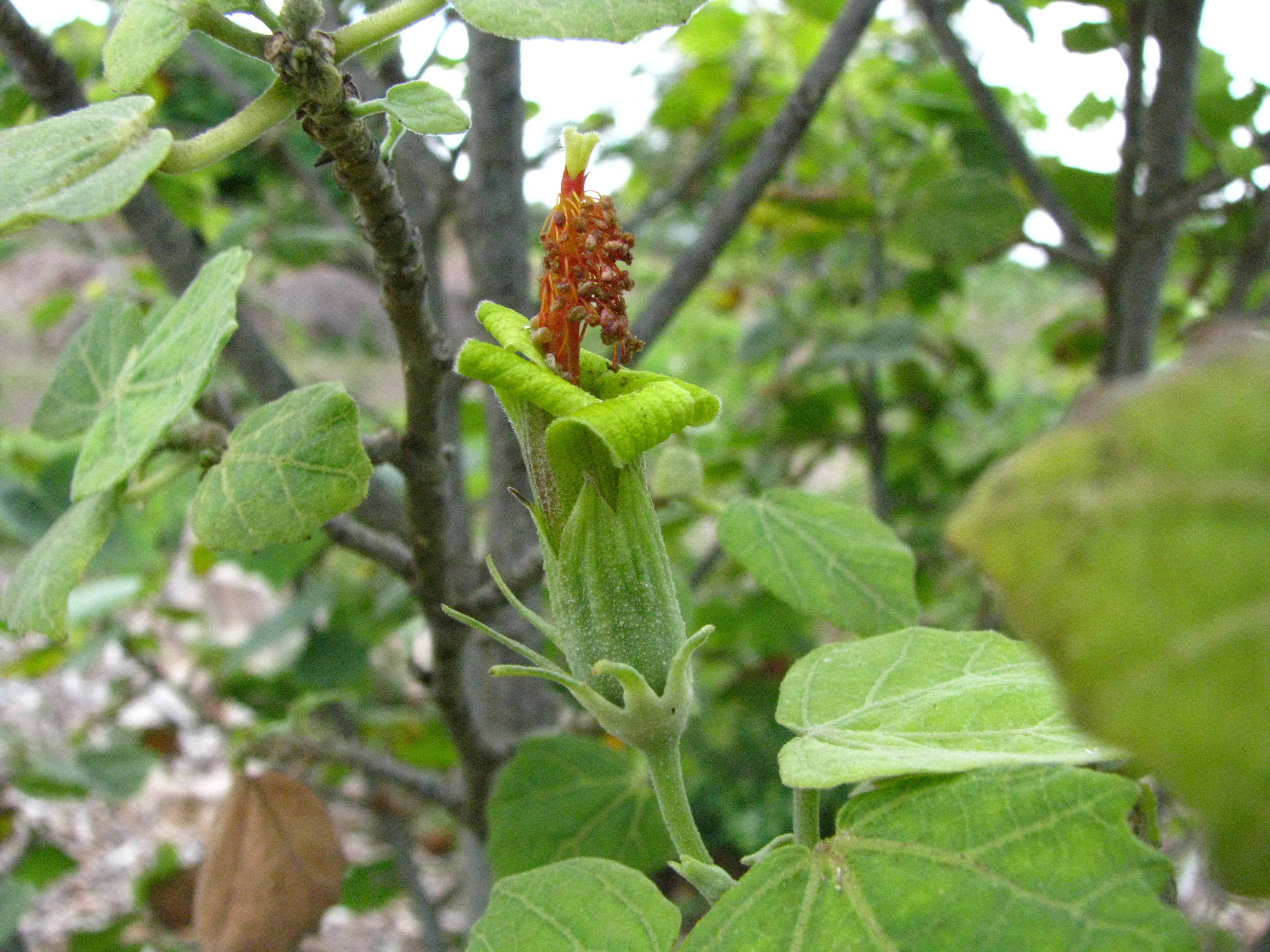
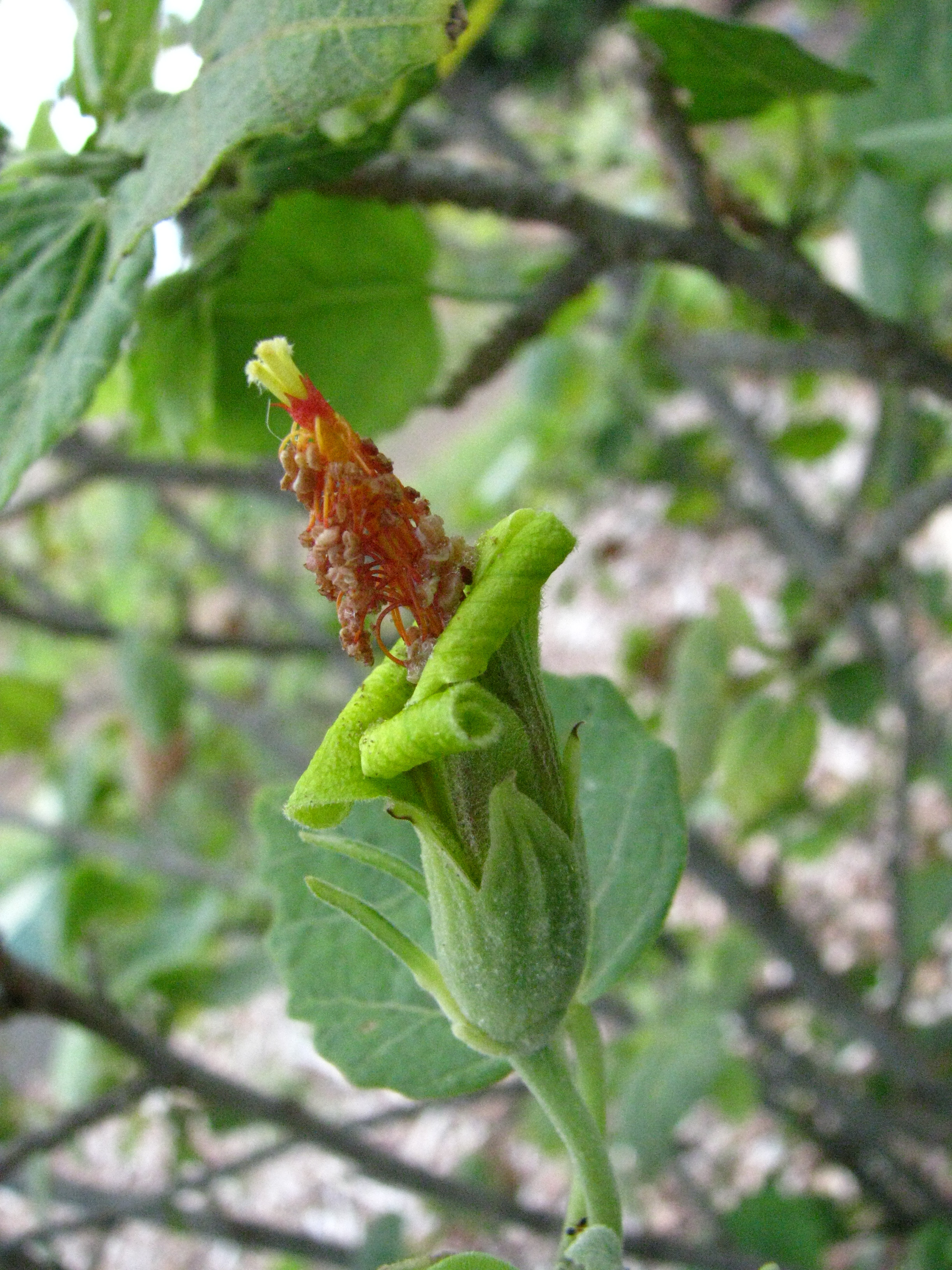
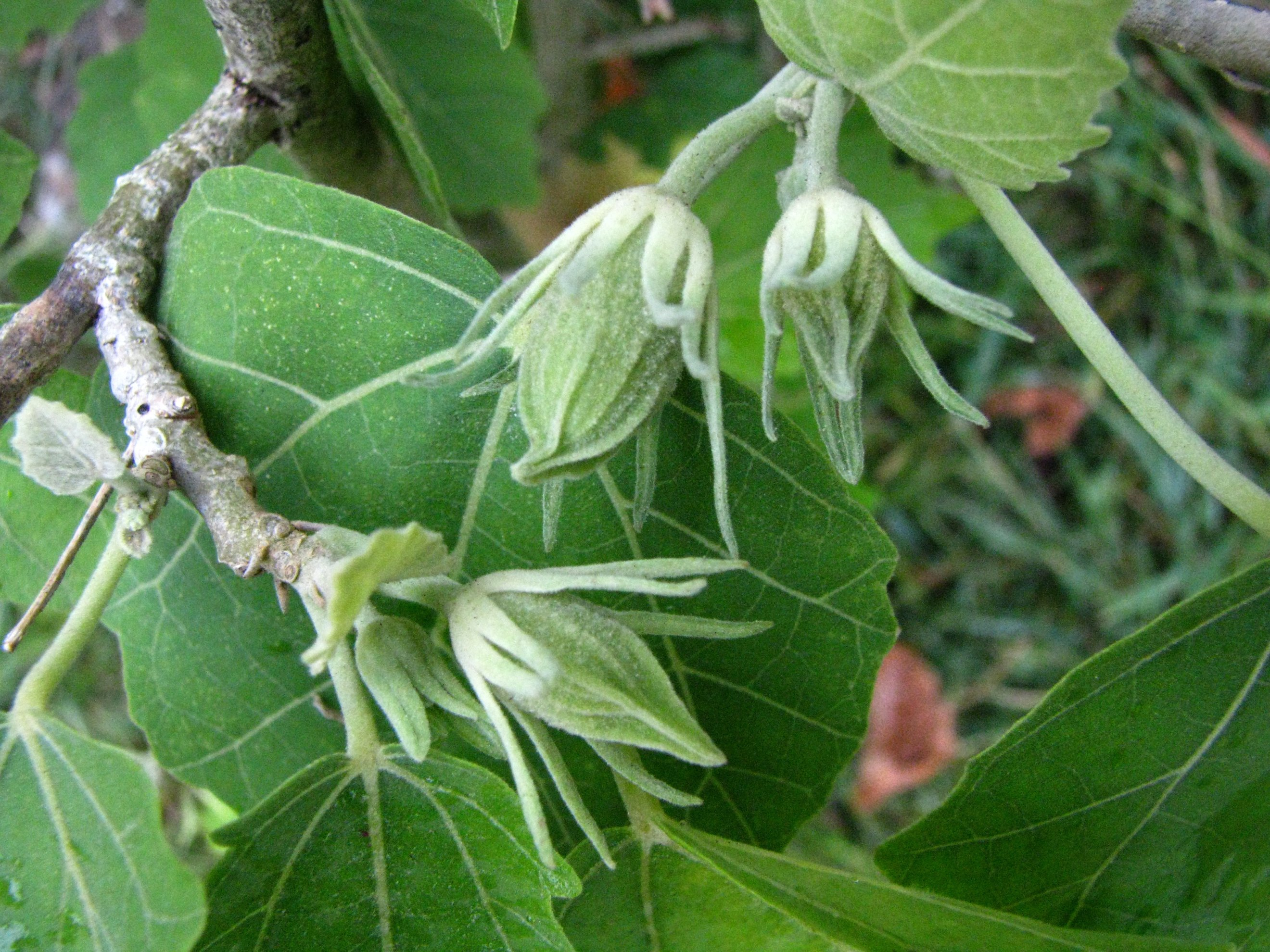
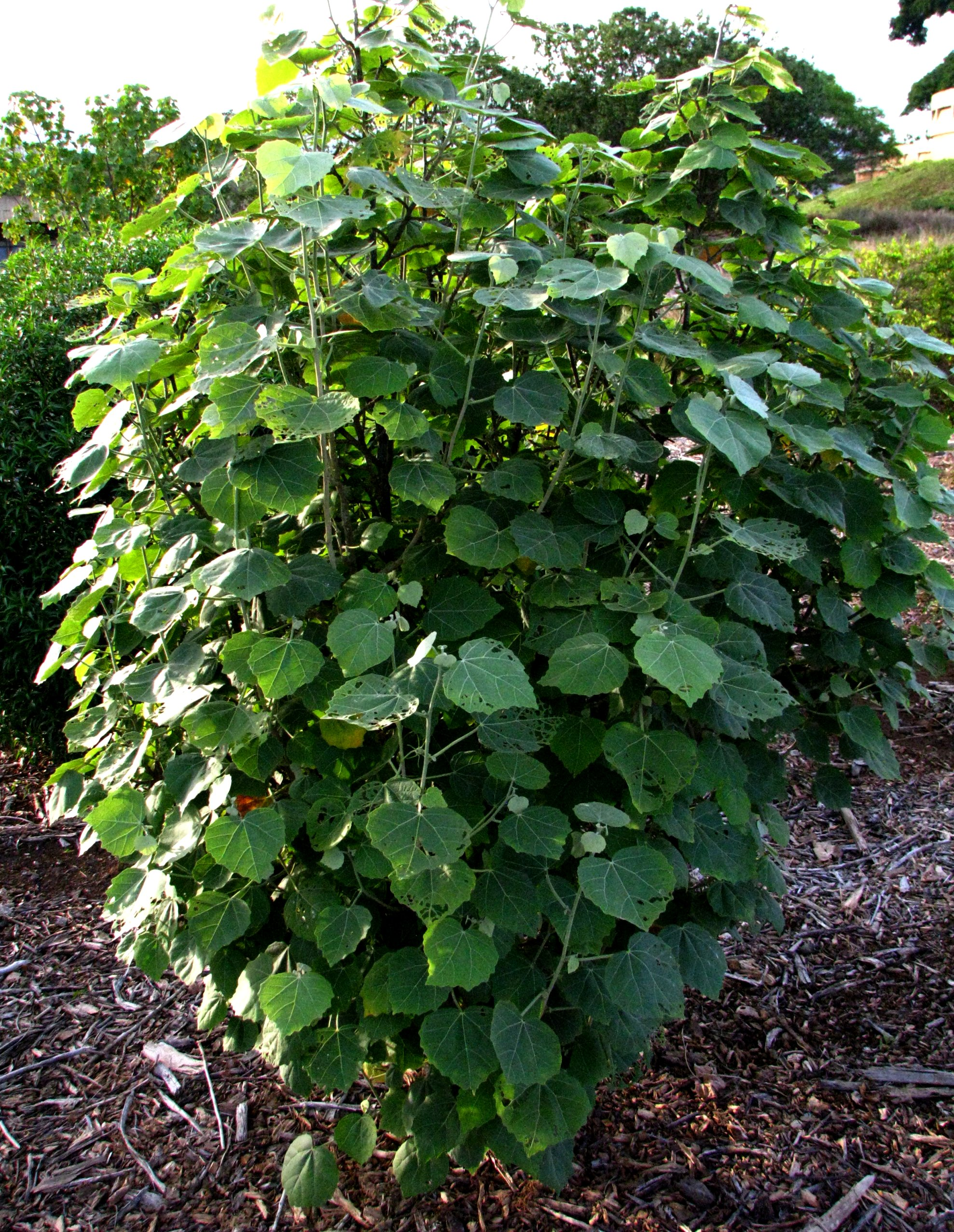